# 冠軍航空
冠軍航空（Champion Air）是一家以位於美國明尼蘇達州布魯明頓的航空公司，主要替球隊、批發商和政府機構提供包機服務，同時亦提供少量定期航班服務。冠軍航空以明尼阿波利斯－聖保羅國際機場為基地。冠軍航空於2008年5月31日結業，在結業前是司法囚犯和外國人運輸系統的主要承包商。

## 歷史

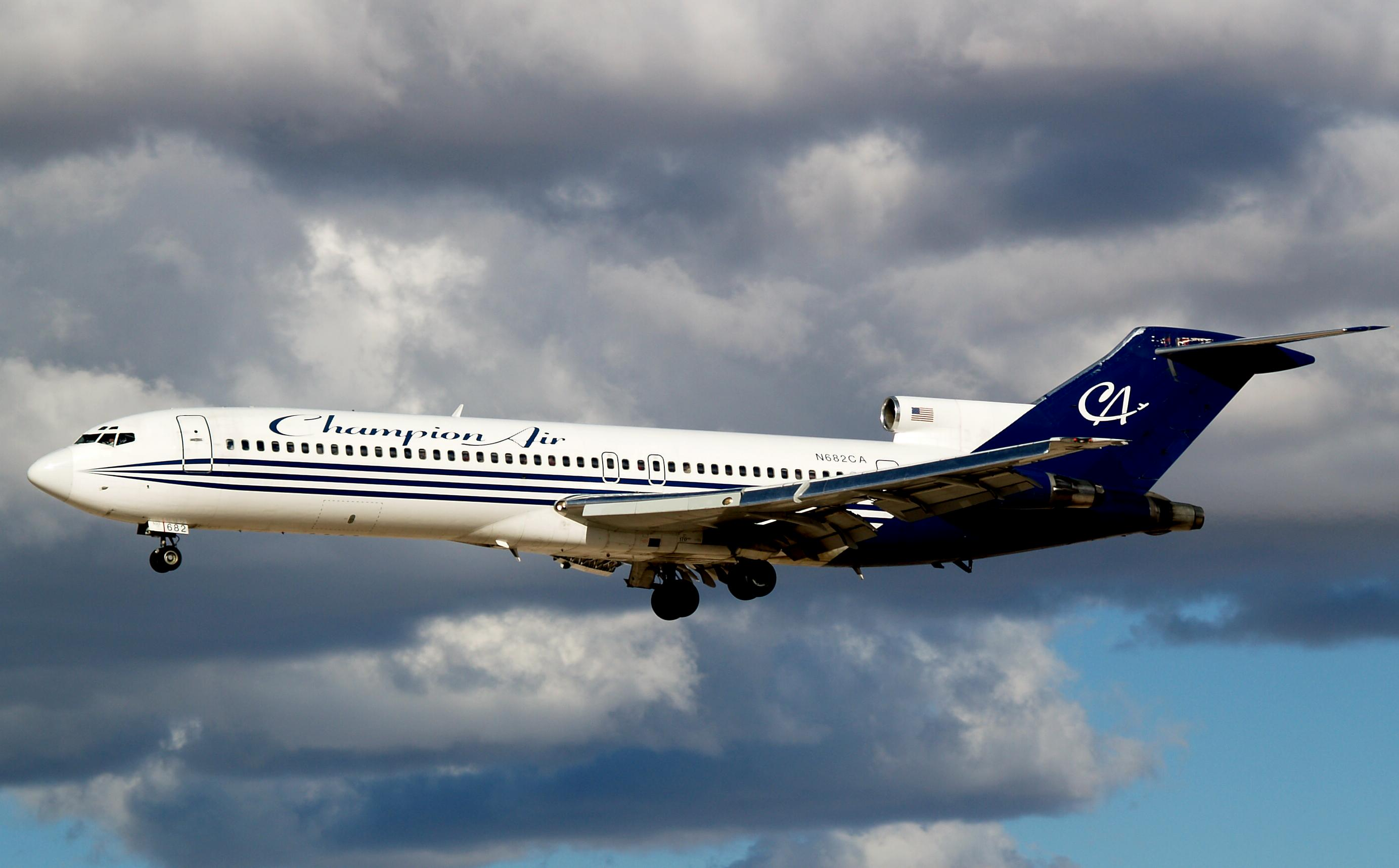
冠軍航空的波音727降落在麥卡倫國際機場

在1987年，美高梅國際度假集團成立了一家包機公司大美高梅航空，主要使用豪華客機提供VIP包機服務，總部設於埃爾塞貢多。
時至1994年，隨著商務機普及化，大美高梅航空已無利可圖，並尋求出售。買家為首頁旅遊，是一家位於伊代纳的小型旅行社，主力替球隊和球迷代訂機票參與主要體育比賽。1995年7月成功買入大美高梅航空，更名為冠軍航空，機隊統一為波音727。
1997年3月，明尼蘇達雙城老闆卡爾·波拉德（Carl Pohlad）與西北航空取得冠軍航空後，把公司基地搬至明尼阿波利斯，使之能與西北航空共享設施和資源。冠軍航空取代太陽國航空，成為西北航空轄下的MLT假期的主要包機公司。2003年，5名冠軍航空高層完成了管理層收購，取得公司的所有權，而冠軍航空將會繼續替MLT和其他客戶提供一般和VIP包機服務。
在2007年夏季末，冠軍航空管理層得悉MLT旅客將會改乘西北航空，時間為2008年全年。由於MLT旅客佔冠軍航空約75-80%的旅客，無疑是一個沉重的打擊。2008年1月，有消息指冠軍航空與13隊NBA球隊合約會由西北航空接管。
2008年3月31日，冠軍航空主席和行政總裁宣佈將會在5月31日停止營運，他指出背後主因是高油價和老舊的波音727機隊。冠軍航空不算作破產。

## 機隊
至2008年3月，冠軍航空機隊如下:：
- 16架波音727-200